# Тургенев, Иван Сергеевич (учёный)
Иван Сергеевич Тургенев (1918—2007) — советский и украинский учёный, лауреат Сталинской премии (1952).

## Биография
Окончил Харьковский политехнический институт и до 1955 г. работал там же и в Лаборатории электромагнитных колебаний (ЛЭМК) ФТИ АН УССР.
С 1955 по 1988 год заведующий лабораторией, затем отделом физических основ радиолокации Института радиофизики и электроники АН УССР. С 1988 по 1998 г. старший научный сотрудник отдела.

## Научная деятельность
Руководил созданием первого в СССР радиолокатора поверхностной волны в КВЧ дкм диапазона (И. С. Тургенев, И. Д. Гонтарь, И. И. Пикулик, Г. М. Моргун, С. Б. Кащеев, П. А. Мельяновский).

### Научные труды
- Тургенев И. С. Рефрактометрические измерения с помощью вертолета // Радиотехника. — 1980. — № 52. — С. 4-97.
- Тургенев И. С., Хоменко С. И. О влиянии близости антенн декаметрового диапазона к взволнованной поверхности моря // Сб. науч. тр. — Харьков: Ин-т радиофизики и электрон. НАН Украины. — 1993. — 144 с
- Тургенев И. С., Кивва Ф. В. Некоторые особенности распространения радиоволн над морем в зоне ближней тени // XII Всесоюзн. конф. по распространению радиоволн: Тез. докл. — Томск, 1978. — Ч. 2. — С. 5-9.
- Кивва Ф. В., Синицкий В. Б., Тургенев И. С., Хоменко С. И. Спектральные характеристики отражений от метеообразований // XII Всесоюзн. конф. по распространению радиоволн: Тез. докл. — Томск, 1978. — Ч. 2. — С. 225—227.
- Кивва Ф. В., Синицкий В. Б., Тургенев И. С., Хоменко С. И. О некоторых особенностях текущих спектров СВЧ сигналов, отраженных морем // XIII Всесоюзн. конф. по распространению радиоволн: Тез. докл. — Горький, 1981. — Ч. 2. — С. 193—196.

## Награды и звания
Доктор технических наук (1983), профессор.
Лауреат Сталинской премии (1952, в составе коллектива) — за работы по распространению гектаметровых и декаметровых волн над морской поверхностью, созданию систем загоризонтной радиолокации.
Заслуженный деятель науки и техники Украины (1998).